# Christian Joseph Philipp Leimgardt
Christian Joseph Philipp Leimgardt (* um den 2. März 1761 in Borbeck; † 13. September 1829 ebenda) war ein deutscher Rentmeister und Bürgermeister der ehemaligen Munizipalität und späteren Bürgermeisterei Borbeck im heutigen Gebiet der Stadt Essen.

## Leben und Wirken
Christian Joseph Philipp Leimgardt war Rentmeister des Stifts Essen auf Haus Berge. Er war der Abkömmling eines alten essendischen Beamtengeschlechts, das in Borbeck sein Stammhaus hatte.
Leimgardt wurde am 1. September 1808, zur Zeit des Großherzogtums Berg, gegen seinen Willen zum ersten Direktor (Maire) der neuen französisch besetzten Munizipalität Borbeck ernannt. Im Jahr 1813, nachdem Borbeck an Preußen gekommen war, wurde er als Bürgermeister übernommen. Die Neuordnung Europas durch den Wiener Kongress führte dazu, dass die Gemeinde Borbeck zu Preußen kam und zur eigenständigen Bürgermeisterei innerhalb des Kreises Essen wurde.
1823 wurde Leimgardt aus gesundheitlichen Gründen in den Ruhestand versetzt.